# 普卡卡卡山 (瓦斯塔區)
10°06′32″S 77°00′58″W / 10.10889°S 77.01611°W
普卡卡卡山（Puka Qaqa），是秘魯的山峰，位於該國北部安卡什大區，由博洛涅西省的瓦斯塔區負責管轄，屬於安地斯山脈的一部分，海拔高度4,800米。